# Osman
Osman – epos siedemnastowiecznego dubrownickiego poety Ivana Gundulicia.

## Charakterystyka ogólna
Osman powstawał w latach 1621–38. Wydany został w roku 1826. Utwór składa się z dwudziestu pieśni. Dwie z nich uzupełnił dziewiętnastowieczny romantyk Ivan Mažuranić. Nie jest pewne, czy Gundulić nie napisał tych właśnie pieśni, czy też zostały one skonfiskowane przez cenzurę. 

## Forma

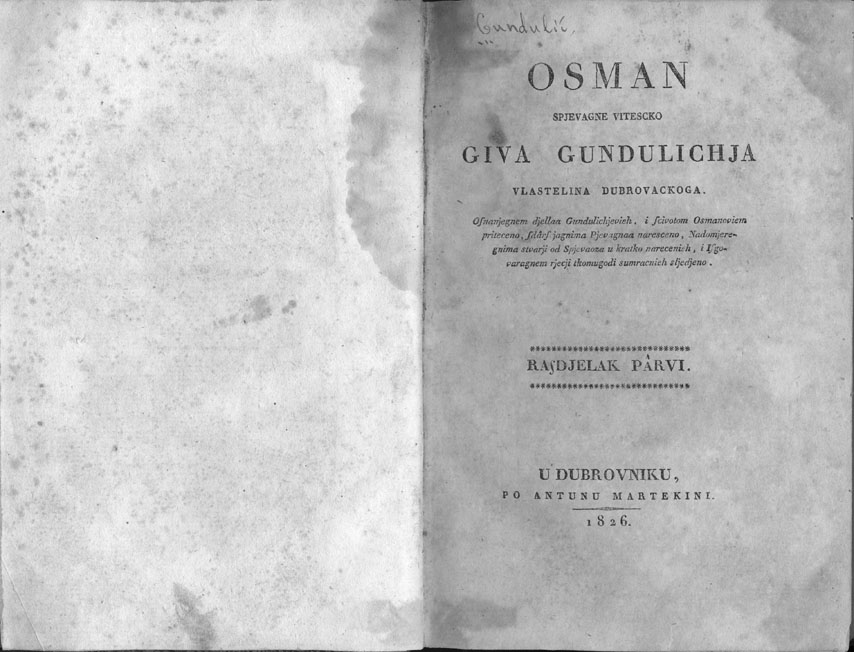
Strona tytułowa wydania "Osmana" z 1826 roku

Tworzywem poematu jest ośmiozgłoskowiec. Rymuje się on przeważnie abab. 
Ah, čijem si se zahvalila,
tašta ljudska oholasti?
Sve što više stereš krila,
sve ćeš paka niže pasti!
Vjekovite i bez svrhe
nije pod suncem krepke stvari,
a u visocijeh gora vrhe
najprije ognjen trijes udari.

## Treść
Utwór opowiada o klęsce armii tureckiej pod Chocimiem w 1621 roku, usiłowaniach młodego sułtana Osmana, dążącego do odbudowania swojej armii, buntowi przeciwko niemu i wreszcie jego śmierci. Pozytywnym bohaterem utworu jest polski królewicz Władysław, późniejszy król Władysław IV Waza. 

## Przekłady
Osmana przekładali na język polski Czesław Jastrzębiec-Kozłowski i Jerzy Pogonowski.